# ジャパーン47ch
『ジャパーン47ch』（ジャパーンよんじゅうななチャンネル）は、2011年4月27日から同年12月7日まで、TBS系列で放送された毎日放送製作のバラエティ番組である。

## 概要
番組タイトルの「47ch」とは日本の都道府県の数をチャンネルに例えている。コンセプトは「47都道府県を笑って元気にする番組」。スポットの当たることのない土地からの「いいところ」を番組流の目線で紹介する。VTR取材は吉本興業所属のお笑い芸人がディレクター、カメラマンの役目をすべて手掛け、ネタの成果をスタジオで報告する。
総合司会は前番組『イチハチ』（2009年10月28日 - 2011年3月30日）から引き続き、ダウンタウンの浜田雅功が務めた。また、元日本テレビアナウンサーの福澤朗は在阪放送局制作のテレビ番組は初レギュラーであった。
当初は2011年4月20日から放送開始予定だったが、東日本大震災の影響による編成変更等で1週遅れの4月27日からとなった（こちらも参照）。
2011年7月20日放送分で21時台の『くらべるくらべらー』が終了、翌週7月27日放送分からは21時台が単発枠となったが、実際には当番組の2時間スペシャルを放送するか、本番組を休止して別の2時間番組を放送していた。毎日放送は10月改編で7月27日より空いていた21時台に新たな別番組を設置せず、10月19日放送分より『ジャパーン47chスーパー!』と改題してリニューアルスタートし、正式に2時間番組となった。
『〜スーパー!』へリニューアルするとともに企画を大幅に一新し、11月には千原ジュニアをレギュラー出演者に加えるなどのテコ入れを実施するが、同時間帯で放送されていた当時の高視聴率ドラマ『家政婦のミタ』（日本テレビ系）の影響もあり視聴率はさらに低迷し、11月30日の放送分では4.0%を記録。最終的には12月7日放送分（21:30 - 23:18）をもって、『ジャパーン47ch』スタート以来9か月で終了となった。また、2012年1月以降、水曜21・22時の毎日放送制作枠の後番組は『水曜エンタ!』との単発枠が編成された。
2011年11月16日放送分は『プロ野球日本シリーズ第4戦・中日対福岡ソフトバンク』戦中継の延長のため、22:25 - 翌日0:13 に繰り下げて放送。
2011年12月7日放送分（最終回）はボクシング中継（19:00 - 21:24）のため、21:30 - 23:18 に繰り下げて放送。
当番組終了後、レギュラーでの2時間バラエティ番組は、木曜20時の『ニンゲン観察バラエティ モニタリング』（TBS制作・2015年10月から21時台を吸収する形で放送中）まで3年10か月途絶えることとなった。

## 出演者

### 総合司会
- 浜田雅功（ダウンタウン）
- 福澤朗（フリーアナウンサー）

### レギュラー
- 小泉里子
- 峯岸みなみ（AKB48）
- 千原ジュニア - 『スーパー!』途中からレギュラー参加

### 芸人ディレクター
- オリエンタルラジオ（藤森慎吾・中田敦彦）
- ガレッジセール（ゴリ・川田広樹）
- サバンナ（高橋茂雄・八木真澄）

- 品川庄司（品川祐・庄司智春）
- 陣内智則
- スリムクラブ（真栄田賢・内間政成）

- 楽しんご
- トータルテンボス（大村朋宏・藤田憲右）
- 博多華丸・大吉（博多華丸・博多大吉）

- フットボールアワー（岩尾望・後藤輝基）
- ブラックマヨネーズ（小杉竜一・吉田敬）
- ライセンス（井本貴史・藤原一裕） 他

※50音順
「芸人ディレクター」は『ジャパーン47ch』時代の名称。『ジャパーン47chスーパー!』への移行後は、上記の芸人をはじめ、吉本興業所属の芸人（東野幸治・ケンドーコバヤシなど）が週替わりで「秘書芸人」や「思い出ツアーガイド」として出演している。

### ナレーション
- 武田広
- 赤平大（元テレビ東京アナウンサー）
- 垂木勉

## 主な企画

### 『ジャパーン47ch』時代

#### ここどんなとこ47ch
あまり知られていない、他のメディアも全く取材に来ていない、日本各地の土地のスポットを訪れ、地元の人々のインタビューやその土地の魅力・風土を紹介。

#### ブラマヨ47ch
ブラックマヨネーズの2人が日本各地の“レアな”裏情報を紹介。

#### お仕事47ch
日本各地から、様々な仕事をする職人に密着。

#### 国道47ch
日本各地の国道を起点から終点まで密着取材し、国道沿線のグルメ情報などを伝えた。

### 『ジャパーン47chスーパー!』時代

#### スター思い出ツーリスト
毎回1名のゲストを迎えたうえで、そのゲストの故郷を訪ね歩くオールロケ企画。毎回少なくとも1人の芸人が、「思い出ツアーガイド」として同行する。訪問先にはあらかじめ、取り上げるエピソードに応じて数々の「サプライズボックス」や「サプライズドア」を設置。ツアーガイドがそれらの箱やドアを開けるたびに、ゲストにとっての思い出の品物や縁の深い人物が登場するという趣向になっている。
当コーナーの第1回（2011年10月19日放送分）には、MCの浜田がゲストとして登場。小池徹平をゲストに迎えた第2回（同月26日放送分）では、母校・大阪府立長野高等学校の生徒を「『VOICE』（制作局のMBSが関西ローカルで当時放送していた平日夕方のニュース番組）の取材」という名目で集めたところに、小池がいきなり登場するという一幕もあった。

#### ニッポンのスーパー社長
毎回あるテーマ（「社長が芸能人」「社長が広告塔」など）を設けたうえで、全国各地に根付いた企業の名物社長がスタジオに4名登場する。かつて『世界バリバリ☆バリュー』や『イチハチ』で放送されていた同様の企画と違って、吉本興業の芸人が「秘書芸人」に扮して社長の仕事ぶりを密着取材。（社長が経営する企業の本社・本店がある）地方との関係、その地方への愛着の深さ、地域の活性化に向けたアイデア・ノウハウにも焦点を当てている。

#### ニュース・ジャパーン　住みます芸人47投稿
2011年から吉本興業が全都道府県で展開している地域活性化プロジェクト「よしもとネタネットワーク あなたの街に住みますプロジェクト」と連動したコーナーで、タイトルの47を「よんなな」と読ませる。
毎回あるお題（「47都道府県の○○」を設けたうえで、同プロジェクトの一環として各都道府県で居住・活動している芸人（住みます芸人）が、そのお題に沿ったニュース写真を撮影・投稿。スタジオでは、フットボールアワーによる進行の下で、投稿された写真から最も面白い1枚をレギュラー出演者やゲストが選ぶ。
公式サイトには、放送で紹介された写真の画像を放送後に公開。番組スタッフが「面白くない」と判断した写真（ワースト写真）を投稿した芸人には、本番組から（放送上）「ダメです芸人」の称号が与えられた。

## エンディング曲
『ジャパーン47ch』
- 開始 - 7月期：NERDHEAD「どうして好きなんだろう feat. Mai.K」
- 8・9月期：SM☆SH「Bounce★up」

『ジャパーン47chスーパー!』
- 藤森慎吾とあやまんJAPAN「失恋ベイビー」

## スタッフ

### 最終回時点
- 構成：高須光聖、中野俊成／村上卓史、堀江利幸、松本真一、岩本哲也、桝本壮志、寺田智和、小山賢太郎、堀江B面
- 企画プロデューサー：狭間忠行（CRジャパン）
- TP：深谷高史
- SW：遠山康之
- カメラ：長瀬正人
- 音声：片山勇
- VE：高橋正直
- 照明：八木原伸治
- PA：斎藤珠津穂
- VTR：石井利幸
- モニター：井深慎也
- 編集：馬場革、渡邊正宏
- CG：小城功夫
- MA：川原崎智史
- 効果：磯川浩己、中谷誠
- 美術：松沢由之
- デザイン：野口陽介
- 進行：安楽信行
- 大道具：古川竜次
- アクリル装飾：日野邦彦
- 電飾：福田隆正
- メイク：渋澤栄佑、一條純子
- スタイリスト：北田あつ子
- 技術協力：ニユーテレス、FLT、glow、e-naスタジオ
- 美術協力：フジアール
- キャスティング協力：ビーオネスト、ウインズウィン、ビープス
- 収録スタジオ：テクノマックス、東京タワースタジオ
- リサーチ：亀田貴誠、村上和広
- 編成：山本達也（MBS）
- 宣伝：内藤史（MBS）
- AD：白石宗之（ビーダッシュ）
- デスク：阿部繭子、河田つぎみ（ビーダッシュ）
- FD：堀脇慎志郎（ウインズウィン）
- AP：嘉沼慶子、山本玲子、福岡雅秀、鈴木美帆
- チーフディレクター：香川春太郎、阿部一志、鳥越一夫、茂木孝太（ビーダッシュ）、松本武史（MBS企画）、田辺昌邦（ZION）
- ディレクター：縫田輝久、山本紗智子、児山昌平（スナッチ）／田中友洋、山田雅之（MBS）、山内尚文、庄司金之助、近藤創（スナッチ）、大窪寿弥（スペード・ワン）、瀧島光人（Project DAWN.）、石井賢次、大城哲也、村上剛（AX-ON）、倉田敬之（ZION）、加藤健太（AX-ON）
- 演出：水野雅之（MBS）、岡田秀行（ビーダッシュ）
- 総合演出：林敏博（ビーダッシュ、ジャパーン47ch時代はP担当）
- プロデューサー：渥美昌泰・井口岳洋（MBS）、稲冨聡・中村聡太（よしもとクリエイティブ・エージェンシー）、立石憲一郎（CRジャパン）、田中淳一（AX-ON）、中村和宏（MBS企画）
- 制作協力：ビーダッシュ、CRジャパン（ジャパーン47ch時代は「ジャパンプロデュース」と表記）、AX-ON、MBS企画／スナッチ、ザイオン、スペード・ワン、プロジェクト ドーン（クレジット表示なし）
- 制作：吉本興業
- 製作著作：毎日放送

### 過去のスタッフ
『ジャパーン47ch』時代
- 構成：興津豪乃
- 音声：谷口香
- モニター：前島亮二
- 編集：清水良浩
- 技術協力：麻布プラザ
- AP：森俊和（よしもとクリエイティブ・エージェンシー）
- チーフディレクター：たぐちゆたか
- ディレクター：土屋良介、近藤貴浩、武田雄一、秋山秀人、高橋真琴、丸山剛
- 宣伝：石田敦子（MBS）
- 制作協力：ブレインマックス（クレジット表示なし）

『ジャパーン47chスーパー!』時代
- 照明：小井手正夫
- 大道具：卜部徹夫
- リサーチ：大澤一樹
- 宣伝：北野弘（MBS）
- AP：橘一徳（よしもとクリエイティブ・エージェンシー）

## ネット局
| 放送対象地域   | 放送局                                           | 系列    | 放送曜日・放送時間                    |
| -------------- | ------------------------------------------------ | ------- | ------------------------------------- |
| 近畿広域圏     | 毎日放送（MBS） 『ジャパーン47ch』シリーズ制作局 | TBS系列 | 水曜22:00 - 22:54 ↓ 水曜21:00 - 22:48 |
| 北海道         | 北海道放送（HBC）                                | TBS系列 | 水曜22:00 - 22:54 ↓ 水曜21:00 - 22:48 |
| 青森県         | 青森テレビ（ATV）                                | TBS系列 | 水曜22:00 - 22:54 ↓ 水曜21:00 - 22:48 |
| 岩手県         | IBC岩手放送（IBC）                               | TBS系列 | 水曜22:00 - 22:54 ↓ 水曜21:00 - 22:48 |
| 宮城県         | 東北放送（TBC）                                  | TBS系列 | 水曜22:00 - 22:54 ↓ 水曜21:00 - 22:48 |
| 山形県         | テレビユー山形（TUY）                            | TBS系列 | 水曜22:00 - 22:54 ↓ 水曜21:00 - 22:48 |
| 福島県         | テレビユー福島（TUF）                            | TBS系列 | 水曜22:00 - 22:54 ↓ 水曜21:00 - 22:48 |
| 関東広域圏     | TBSテレビ（TBS）                                 | TBS系列 | 水曜22:00 - 22:54 ↓ 水曜21:00 - 22:48 |
| 山梨県         | テレビ山梨（UTY）                                | TBS系列 | 水曜22:00 - 22:54 ↓ 水曜21:00 - 22:48 |
| 新潟県         | 新潟放送（BSN）                                  | TBS系列 | 水曜22:00 - 22:54 ↓ 水曜21:00 - 22:48 |
| 長野県         | 信越放送（SBC）                                  | TBS系列 | 水曜22:00 - 22:54 ↓ 水曜21:00 - 22:48 |
| 静岡県         | 静岡放送（SBS）                                  | TBS系列 | 水曜22:00 - 22:54 ↓ 水曜21:00 - 22:48 |
| 富山県         | チューリップテレビ（TUT）                        | TBS系列 | 水曜22:00 - 22:54 ↓ 水曜21:00 - 22:48 |
| 石川県         | 北陸放送（MRO）                                  | TBS系列 | 水曜22:00 - 22:54 ↓ 水曜21:00 - 22:48 |
| 中京広域圏     | 中部日本放送（CBC）                              | TBS系列 | 水曜22:00 - 22:54 ↓ 水曜21:00 - 22:48 |
| 鳥取県・島根県 | 山陰放送（BSS）                                  | TBS系列 | 水曜22:00 - 22:54 ↓ 水曜21:00 - 22:48 |
| 岡山県・香川県 | 山陽放送（RSK）                                  | TBS系列 | 水曜22:00 - 22:54 ↓ 水曜21:00 - 22:48 |
| 広島県         | 中国放送（RCC）                                  | TBS系列 | 水曜22:00 - 22:54 ↓ 水曜21:00 - 22:48 |
| 山口県         | テレビ山口（tys）                                | TBS系列 | 水曜22:00 - 22:54 ↓ 水曜21:00 - 22:48 |
| 愛媛県         | あいテレビ（ITV）                                | TBS系列 | 水曜22:00 - 22:54 ↓ 水曜21:00 - 22:48 |
| 高知県         | テレビ高知（KUTV）                               | TBS系列 | 水曜22:00 - 22:54 ↓ 水曜21:00 - 22:48 |
| 福岡県         | RKB毎日放送（RKB）                               | TBS系列 | 水曜22:00 - 22:54 ↓ 水曜21:00 - 22:48 |
| 長崎県         | 長崎放送（NBC）                                  | TBS系列 | 水曜22:00 - 22:54 ↓ 水曜21:00 - 22:48 |
| 熊本県         | 熊本放送（RKK）                                  | TBS系列 | 水曜22:00 - 22:54 ↓ 水曜21:00 - 22:48 |
| 大分県         | 大分放送（OBS）                                  | TBS系列 | 水曜22:00 - 22:54 ↓ 水曜21:00 - 22:48 |
| 宮崎県         | 宮崎放送（MRT）                                  | TBS系列 | 水曜22:00 - 22:54 ↓ 水曜21:00 - 22:48 |
| 鹿児島県       | 南日本放送（MBC）                                | TBS系列 | 水曜22:00 - 22:54 ↓ 水曜21:00 - 22:48 |
| 沖縄県         | 琉球放送（RBC）                                  | TBS系列 | 水曜22:00 - 22:54 ↓ 水曜21:00 - 22:48 |